# Sant Andrieu e Chalencon
Saint-André-de-Chalencon és un municipi francès situat al departament de l'Alt Loira i a la regió d'Alvèrnia-Roine-Alps. L'any 2007 tenia 342 habitants.

## Demografia

### Població
El 2007 la població de fet de Saint-André-de-Chalencon era de 342 persones. Hi havia 164 famílies de les quals 60 eren unipersonals (36 homes vivint sols i 24 dones vivint soles), 60 parelles sense fills, 40 parelles amb fills i 4 famílies monoparentals amb fills.
La població ha evolucionat segons el següent gràfic:
Habitants censats

### Habitatges
El 2007 hi havia 297 habitatges, 164 eren l'habitatge principal de la família, 109 eren segones residències i 24 estaven desocupats. 279 eren cases i 16 eren apartaments. Dels 164 habitatges principals, 134 estaven ocupats pels seus propietaris, 20 estaven llogats i ocupats pels llogaters i 10 estaven cedits a títol gratuït; 6 tenien dues cambres, 31 en tenien tres, 48 en tenien quatre i 79 en tenien cinc o més. 83 habitatges disposaven pel capbaix d'una plaça de pàrquing. A 90 habitatges hi havia un automòbil i a 57 n'hi havia dos o més.

### Piràmide de població
La piràmide de població per edats i sexe el 2009 era:
| Homes | Edats   | Dones |
| ----- | ------- | ----- |
| 0     | 95 o +  | 4     |
| 12    | 90 a 94 | 0     |
| 0     | 85 a 89 | 4     |
| 4     | 80 a 84 | 0     |
| 0     | 75 a 79 | 8     |
| 12    | 70 a 74 | 8     |
| 8     | 65 a 69 | 8     |
| 12    | 60 a 64 | 24    |
| 20    | 55 a 59 | 4     |
| 12    | 50 a 54 | 4     |
| 8     | 45 a 49 | 0     |
| 8     | 40 a 44 | 12    |
| 4     | 35 a 39 | 8     |
| 12    | 30 a 34 | 12    |
| 8     | 25 a 29 | 4     |
| 8     | 20 a 24 | 0     |
| 8     | 15 a 19 | 0     |
| 8     | 10 a 14 | 0     |
| 12    | 5 a 9   | 16    |
| 8     | 0 a 4   | 16    |

## Economia
El 2007 la població en edat de treballar era de 193 persones, 135 eren actives i 58 eren inactives. De les 135 persones actives 126 estaven ocupades (72 homes i 54 dones) i 9 estaven aturades (3 homes i 6 dones). De les 58 persones inactives 37 estaven jubilades, 14 estaven estudiant i 7 estaven classificades com a «altres inactius».

### Ingressos
El 2009 a Saint-André-de-Chalencon hi havia 152 unitats fiscals que integraven 313 persones, la mediana anual d'ingressos fiscals per persona era de 13.789 €.

### Activitats econòmiques
Dels 16 establiments que hi havia el 2007, 2 eren d'empreses de fabricació d'altres productes industrials, 4 d'empreses de construcció, 4 d'empreses de comerç i reparació d'automòbils, 2 d'empreses d'hostatgeria i restauració, 1 d'una empresa immobiliària i 3 d'empreses de serveis.
Dels 6 establiments de servei als particulars que hi havia el 2009, 2 eren tallers de reparació d'automòbils i de material agrícola, 1 paleta, 2 fusteries i 1 restaurant.
L'únic establiment comercial que hi havia el 2009 era una adrogueria.
L'any 2000 a Saint-André-de-Chalencon hi havia 24 explotacions agrícoles que ocupaven un total de 637 hectàrees.

## Equipaments sanitaris i escolars
El 2009 hi havia una escola elemental.

## Poblacions més properes
El següent diagrama mostra les poblacions més properes.